# Conde de Portland
Conde de Portland é um título que foi criado duas vezes no Pariato da Inglaterra, primeiro em 1633 e segundo em 1689. O que provou ser um longo título co-mantido, Duque de Portland, foi criado em 1716 e foi extinto em 1990 com a morte do nono duque, momento em que o condado passou para o primo agnático mais antigo (linha exclusivamente masculina)., nomeadamente um do 6º grau.

## Primeira criação (1633)
O título de Conde de Portland foi criado pela primeira vez para o político Richard Weston, 1.º Barão Weston, em 1633.  Ele foi Chanceler do Tesouro de 1621 a 1628 e Alto Tesoureiro de 1628 a 1635. Ele já havia sido criado Barão Weston de Nayland, no Condado de Suffolk, em 1628; esse título também constava no Pariato da Inglaterra. Ele foi sucedido por seu filho, o segundo conde. Ele serviu como Tenente-Lorde Conjunto de Hampshire. Seu filho, o terceiro conde, foi morto na Batalha de Lowestoft em 1665. Ele era solteiro e foi sucedido por seu tio, o quarto conde. Ele não tinha filhos e, com sua morte em 1688, os títulos foram extintos. 

## Segunda criação (1689)
O título foi criado pela segunda vez em 1689 em favor de William Bentinck, o favorito holandês e conselheiro próximo do Rei William III. Ele foi feito Barão Cirencester e Visconde Woodstock ao mesmo tempo em que recebeu o condado, também no Pariato da Inglaterra.
O primeiro conde foi sucedido em 1709 por seu filho do primeiro casamento, Henry Bentinck, que se tornou o segundo conde. Ele representou Southampton e Hampshire na Câmara dos Comuns. Em 1716, ele foi nomeado Marquês de Titchfield e Duque de Portland no Pariato da Grã-Bretanha.
Seu neto, William Cavendish-Bentinck, 3.º Duque de Portland, foi um político notável. Ele foi primeiro-ministro em 1783 e de 1807 a 1809, e também serviu como secretário do Interior e como presidente do Conselho. Em 1801, ele assumiu por licença real o sobrenome adicional de Cavendish (para formar Cavendish-Bentinck). Ele era marido de Lady Dorothy Cavendish, filha de William Cavendish, 4.º Duque de Devonshire, e era descendente por parte de mãe de Henry Cavendish, 2.º Duque de Newcastle-upon-Tyne.
O terceiro duque foi sucedido por seu filho mais velho, William Bentinck, 4.º duque de Portland . O quarto duque também foi político e serviu como Lorde do Selo Privado em 1827 e como Lorde Presidente do Conselho de 1827 a 1828. Ele se casou com Henrietta Scott, filha do Major-General John Scott, em 1795 e assumiu por licença real no mesmo ano o sobrenome adicional de Scott, à maneira de Cavendish-Bentinck. Seu filho mais velho e herdeiro aparente, William Cavendish-Scott-Bentinck, Marquês de Titchfield, representou dois distritos eleitorais no Parlamento, mas morreu solteiro em 1824, 15 anos antes de seu pai. O quarto duque foi, portanto, sucedido por seu segundo filho, William Cavendish-Scott-Bentinck, 5.º duque de Portland. O quinto duque é lembrado como um arquiteto e engenheiro competente, mas excêntrico, que escavou uma galeria de arte subterrânea e uma biblioteca sob sua propriedade na Abadia de Welbeck. 
O quinto duque morreu solteiro e foi sucedido por seu primo em primeiro grau, William Cavendish-Bentinck, 6º duque de Portland, que era o único filho do primeiro casamento do tenente-general Arthur Cavendish-Bentinck, filho mais novo de Lord Charles Bentinck, o terceiro filho do terceiro duque. O primeiro filho de Charles, também chamado Charles, foi bisavô materno da Rainha Elizabeth II . Em 1880, o sexto duque também sucedeu sua madrasta como segundo barão Bolsover . Ele foi um político conservador e serviu como Mestre da Cavalaria de 1886 a 1892 e de 1895 a 1905.
Seu filho mais velho, William Cavendish-Bentinck, 7.º Duque de Portland, também foi um político conservador e serviu como Lorde Júnior do Tesouro de 1927 a 1929 e em 1932. O sétimo duque não teve filhos e foi sucedido por seu primo de terceiro grau, Ferdinand Cavendish-Bentinck, 8.º duque de Portland, bisneto do major-general Lorde Frederick Cavendish-Bentinck, quarto filho do terceiro duque. A baronia de Bolsover foi extinta com a morte do sétimo duque. 
As grandes propriedades que haviam sido vinculadas ao ducado por gerações, incluindo a Abadia de Welbeck, foram separadas do título pelo sexto duque, que quebrou o vínculo e criou um fundo que, em última análise, garantiu que sua neta Lady Anne Cavendish-Bentinck herdasse a riqueza ducal após a morte de seu pai, o sétimo duque. 
O oitavo duque foi um administrador colonial no Quênia Britânico e serviu como presidente da Assembleia Legislativa do Quênia. Ele não tinha filhos e foi sucedido por seu irmão mais novo, Victor Cavendish-Bentinck, 9.º Duque de Portland, um diplomata que serviu como Embaixador Britânico na Polônia. O único filho do nono duque, William James Cavendish-Bentinck (1925–1966), morreu antes dele sem deixar descendentes. Com a morte do nono duque em 1990, aos 93 anos, o ducado de Portland e o marquesado de Titchfield foram extintos. 
O nono duque foi sucedido em seus outros títulos por seu primo em sexto grau, Henry Bentinck, 11.º conde de Portland. Ele era tataraneto de Willem Bentinck, 1.º Conde Bentinck (1704–1774), filho mais velho do primeiro conde de seu segundo casamento, que havia sido criado Conde do Sacro Império Romano em 1732 (com uma licença real de 1886 para usar o título na Inglaterra). Desde 2017 , os títulos são detidos por seu único filho, o décimo segundo conde, nascido na Austrália, que também é Conde Bentinck do Sacro Império Romano. Ele é um ator conhecido pelo seu nome profissional, Tim Bentinck. 

## Outros membros da família Cavendish-Bentinck
Vários outros membros da família Cavendish-Bentinck também ganharam destaque. Lord William Bentinck, segundo filho do terceiro duque, foi um proeminente soldado, político e administrador colonial. O mencionado Arthur Cavendish-Bentinck foi um tenente-general do Exército Britânico . Seu neto , Lord Henry Cavendish-Bentinck, era um político conservador. Lorde Frederick Cavendish-Bentinck, quarto filho do terceiro duque, foi major-general do exército e parlamentar conservador. Seu único filho, George Cavendish-Bentinck, foi um político conservador. Lorde George Bentinck, quinto filho do quarto duque, era um político conservador . John Charles Bentinck, neto do Honorável William Bentinck, filho mais velho do segundo casamento do 1.º Conde, também foi major-general do exército. Seu filho mais novo , Sir Henry John William Bentinck, também foi um soldado notável. Margaret Bentinck, Duquesa de Portland, esposa do segundo Duque, era uma rica herdeira e colecionadora. Cecilia Bowes-Lyon, Condessa de Strathmore e Kinghorne, avó materna de Elizabeth II, era uma Cavendish-Bentinck antes do casamento.

## Assento
A sede dos Duques de Portland era a Abadia de Welbeck, em Nottinghamshire . A Abadia de Welbeck e seus muitos acres continuaram no ramo sênior da família (tornando-se Cavendish-Bentinck) através da ascendência de uma filha do 7º Duque. A mansão foi restaurada no início do século XXI como residência familiar após muitos anos de uso institucional. Os duques de Portland também eram donos da vila de Pegswood em Northumberland.
O local de sepultamento tradicional dos Duques de Portland na Abadia de Welbeck era o cemitério da Igreja de Santa Winifred, na vila vizinha de Holbeck.

## Legados de nomes de lugares
- Portland, Vitória
- Portland House em Londres
- Uma casa do Welbeck College
- Portland College em Nottinghamshire

## Documentos históricos
Duas grandes coleções de documentos dos duques Cavendish-Bentinck de Portland foram depositadas no departamento de Manuscritos e Coleções Especiais da Universidade de Nottingham. Uma coleção de arquivo complementar foi depositada no Arquivo de Nottinghamshire.

## Condes de Portland; Primeira criação (1633)
- Richard Weston, 1.º Conde de Portland (1577–1635)
- Jerome Weston, 2.º Conde de Portland (1605–1663)
- Charles Weston, 3.º Conde de Portland (1639–1665)
- Thomas Weston, 4.º Conde de Portland (1609–1688)

## Condes de Portland; Segunda criação (1689)

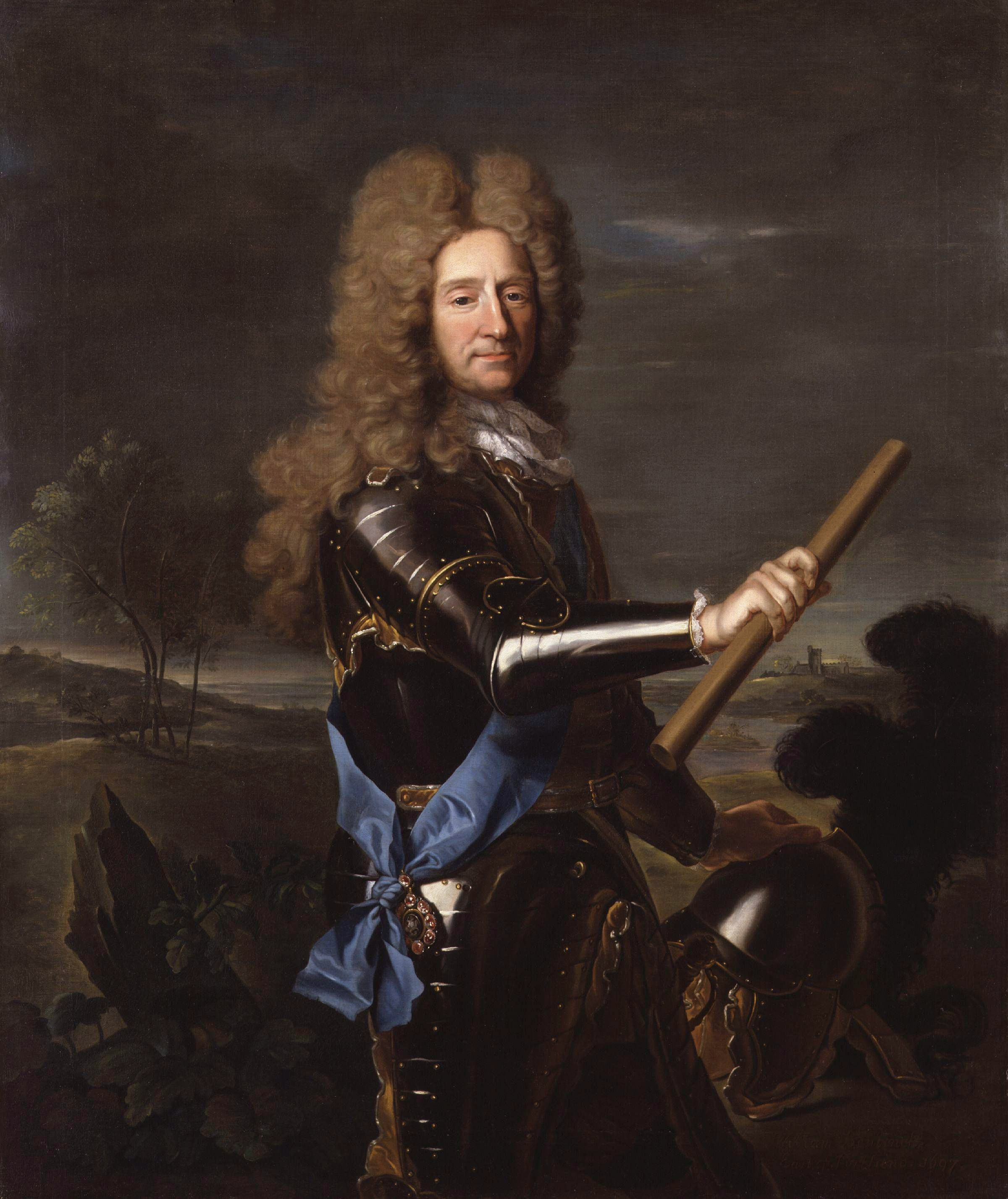
William Bentinck, 1.º Conde de Portland

- Hans William Bentinck, 1.º Conde de Portland (1649–1709)
  - Willem Bentinck (1681–1688), filho mais velho do 1º conde, morreu jovem
- Henry Bentinck, 2.º Conde de Portland (1682–1726), segundo filho do 1.º Conde, criado Duque de Portland em 1715

## Duques de Portland (1716)

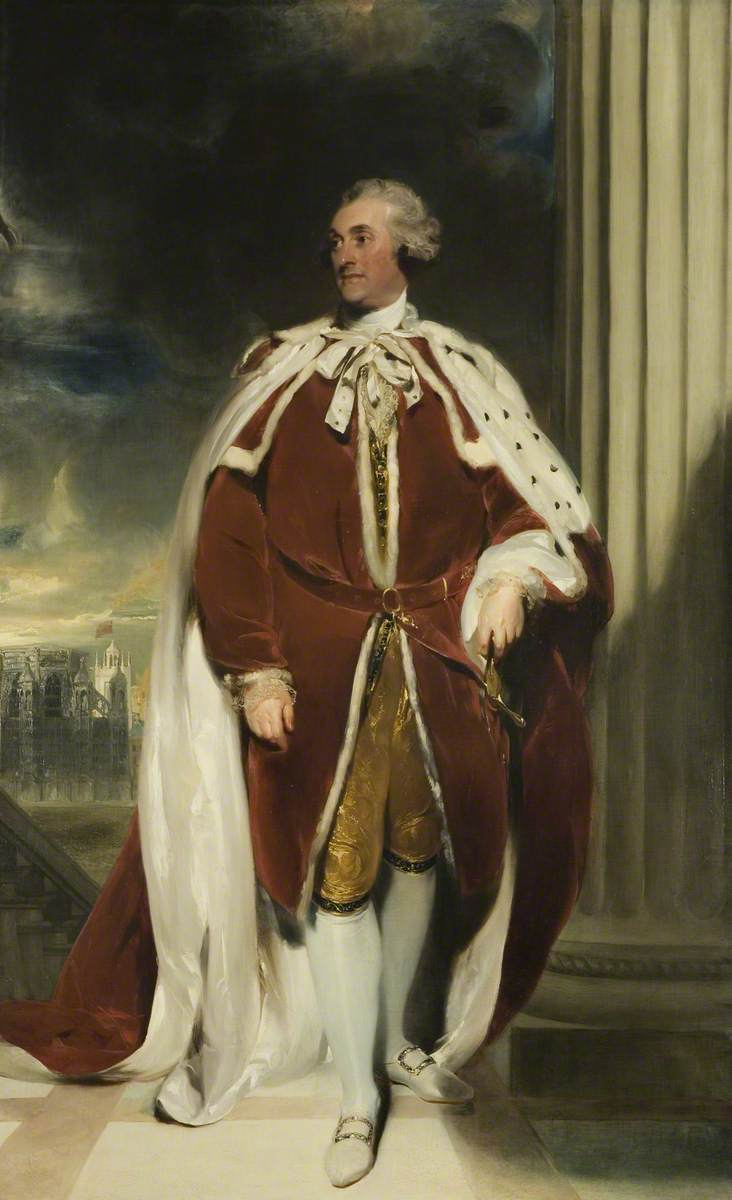
Retrato do Duque de Portland por Thomas Lawrence, 1792. William Cavendish-Bentinck, 3.º Duque de Portland, que serviu duas vezes como Primeiro-Ministro

- Henry Bentinck, 1.º Duque de Portland (1682–1726), segundo filho do 1.º Conde
- William Bentinck, 2.º Duque de Portland (1709–1762), filho mais velho do 1.º Duque
- William Henry Cavendish-Bentinck, 3.º Duque de Portland (1738–1809), filho mais velho do 2.º Duque
- William Henry Cavendish-Scott-Bentinck, 4.º Duque de Portland (1768–1854), filho mais velho do 3.º Duque
  - William Henry Cavendish-Scott-Bentinck, Marquês de Titchfield (1796–1824), filho mais velho do 4.º Duque, faleceu solteiro antes de seu pai.
- William John Cavendish-Scott-Bentinck, 5.º Duque de Portland (1800–1879), segundo filho do 4.º Duque, morreu solteiro
- William John Arthur Charles James Cavendish-Bentinck, 6.º Duque de Portland (1857–1943), neto do tenente-coronel. Lorde William Charles Augustus Cavendish-Bentinck, terceiro filho do 3.º Duque
- William Arthur Henry Cavendish-Bentinck, 7.º Duque de Portland (1893–1977), filho mais velho do 6º Duque, morreu sem descendência masculina
- Ferdinand William Cavendish-Bentinck, 8.º Duque de Portland (1888–1980), bisneto do Maj.-Gen. Lorde Frederick Cavendish-Bentinck, quarto filho do 3.º duque, morreu sem descendência
- Victor Frederick William Cavendish-Bentinck, 9.º Duque de Portland (1897–1990), irmão mais novo do 8.º Duque, o ducado foi extinto após sua morte
  - William James Cavendish-Bentinck (1925–1966), único filho do 9.º duque, faleceu antes de seu pai sem descendência

## Condes de Portland; Segunda criação (1689; Revertido)
- Henry Noel Bentinck, 11.º Conde de Portland (1919–1997), tataraneto de Willem Bentinck, 1.º Conde Bentinck, terceiro filho do 1.º Conde
- Timothy Charles Robert Noel Bentinck, 12.º Conde de Portland (nascido em 1953), único filho do 11.º Conde[

O herdeiro aparente é o filho mais velho do atual titular, William Jack Henry Bentinck, Visconde Woodstock (nascido em 1984).

## Condes Bentinck, do Sacro Império Romano (1732)
Em 1732, o título de Conde Bentinck ( Graf Bentinck ), do Sacro Império Romano, foi criado pelo Imperador Carlos VI no Ducado de Gueldres para Willem Bentinck, o segundo filho sobrevivente de Hans William Bentinck, 1.º Conde de Portland.
- Willem Bentinck, 1.º Conde Bentinck (1704–1774), filho do 1.º Conde de Portland e sua segunda esposa, Jane Martha Temple
- William Gustavus Frederick Bentinck, 2.º Conde Bentinck (1762–1835), neto do 1.º Conde
- John Charles Bentinck, 3.º Conde Bentinck (1763–1833), irmão do 2.º Conde
- Charles Anthony Ferdinand Bentinck, 4.º Conde Bentinck (1792–1864), filho do 3.º Conde
- Henry Charles Adolphus Frederick William Bentinck, 5.º Conde Bentinck (1846–1903, que se casou em dezembro de 1874 com Harriet Eliza McKerrell, dos McKerrells, lairds de Hillhouse), filho do 4.º Conde

O 5.º Conde Bentinck renunciou ao título em 1875, e seu irmão mais novo, William, tornou-se o 6.º Conde. Entretanto, em 1886, o antigo 5.º Conde recebeu uma Licença Real que permitiu a ele e seus descendentes o uso do título de Conde (ou Condessa) antes de seus nomes cristãos.
- William Charles Philip Otto Bentinck, 6.º Conde Bentinck (1848–1912), irmão do 5.º Conde
- William Frederick Bentinck, 7.º Conde Bentinck (1880–1958), filho do 6.º Conde
- Charles Bentinck, 8.º Conde Bentinck (1885–1964), primo de primeiro grau do 7.º Conde
- Godard Adrian Henry Jules Bentinck, 9.º Conde Bentinck (1887–1968), irmão do 8.º Conde
- Henry Noel Bentinck, 10.º Conde Bentinck (1919–1997), neto do 5.º Conde e primo em primeiro grau do 9.º Conde; já o 10.º Conde Bentinck desde 1968, em 1990 ele também se tornou o 11.º Conde de Portland após herdar a nobreza inglesa de um primo distante
- Timothy Charles Robert Noel Bentinck, 11.º Conde Bentinck (nascido em 1953), filho do 10.º Conde; ele também é o 12.º Conde de Portland e é conhecido como o ator Tim Bentinck.

O herdeiro aparente é o filho mais velho do atual titular, William Jack Henry Bentinck (nascido em 1984), cujo título de cortesia é Visconde Woodstock.